# Дефабр, Антон Маркович
Анто́н Ма́ркович Дефа́бр (? — после 1826) — ́капитан 1-го ранга (1820 год) российского императорского флота.

## Биография
В июне 1784 года поступил кадетом в Морской корпус. Произведен в гардемарины (1787) и в мичманы (январь 1789 года).
Участвовал в Русско-шведской войне 1788—1790 годов. Крейсировал у Копенгагена и в Балтийском море в составе эскадры адмирала Фон Дезина (1788—1789 год). На фрегате «Венус» доблестно сражался в Ревельском и Выборгском (1790 год) сражениях. За храбрость, проявленную в этих сражениях, произведен в лейтенанты флота (июль 1790 года).
В 1791—1792 годах служил на Балтике, с 1793 года переведён на службу в Черноморский флот. В 1793—1798 годах командовал там бригантиной «Тимофей» и габарой «Платон».
В 1798—1800 годах на корабле «Святая Троица» активно участвовал в походе к Ионическим островам в составе эскадры адмирала Ушакова.
В 1801—1805 годах командовал акатом «Святая Ирина» в Севастополе. За усердную службу произведён в капитан-лейтенанты (10 февраля 1804 года). За 18 морских кампаний награждён орденом Святого Георгия 4-го класса (26 ноября 1804).
Плавал в Чёрном море, служил в Николаеве (1805—1808).
Участвовал в Русско-турецкой войне 1806—1812 годов. В 1809 году — эскадр-майор при адмирале Пустошкине в Херсоне. В 1810 году командовал охранным отрядом (3 плавучих батареи, 5 канонерских лодок) между Кинбурном и Очаковым. В 1811—1813 году служил при Николаевском порте, в 1813—1816 годах — в Севастополе. Произведён в капитаны 2-го ранга (февраль 1812 года).
В 1815—1816 годах командовал 83-м флотским экипажем в Севастополе, а в 1817—1820 — отрядами судов в составе Дунайской флотилии. Произведён за усердие в службе в чин капитана 1-го ранга (6 мая 1820 года).
В 1821—1826 годах командовал 32-м флотским экипажем в Херсоне.